# Distoleon parvulus
Distoleon parvulus är en insektsart som först beskrevs av Hanjiro Okamoto 1910. 
Distoleon parvulus ingår i släktet Distoleon och familjen myrlejonsländor. Inga underarter finns listade i Catalogue of Life.